# Danijela Grgić
Danijela Grgić (ur. 28 września 1988 w Banja Luce) – chorwacka lekkoatletka, pochodzenia bośniackiego, specjalizująca się w biegach sprinterskich, a w szczególności w biegu na 400 metrów.
Zdobywała medale międzynarodowych imprez jako juniorka młodsza oraz juniorka: w 2005 srebrny medal mistrzostw świata juniorów młodszych, w 2006 złoty medal mistrzostw świata juniorów oraz w 2005 i 2007 złote medale mistrzostw Europy juniorów. Zdobyła również srebrny medal podczas letniej Uniwersjady w 2007 roku. Wielokrotna medalistka Mistrzostw Chorwacji w biegach na 200 i 400 metrów.
Rekordzistka Chorwacji w biegu na 400 metrów, czternastokrotnie ustanawiała także rekordy kraju w różnych kategoriach wiekowych w biegach na 200 i 400 metrów. Reprezentantka Chorwacji w pucharze Europy i drużynowych mistrzostwach Europy. 

## Rekordy życiowe
- Bieg na 200 m – 23,69 (2006)
- Bieg na 200 m (hala) – 24,15 (2006)
- Bieg na 400 m – 50,78 (2006) rekord Chorwacji[4]
- Bieg na 400 m (hala) – 52,91 (2006)